# Benny Benack III

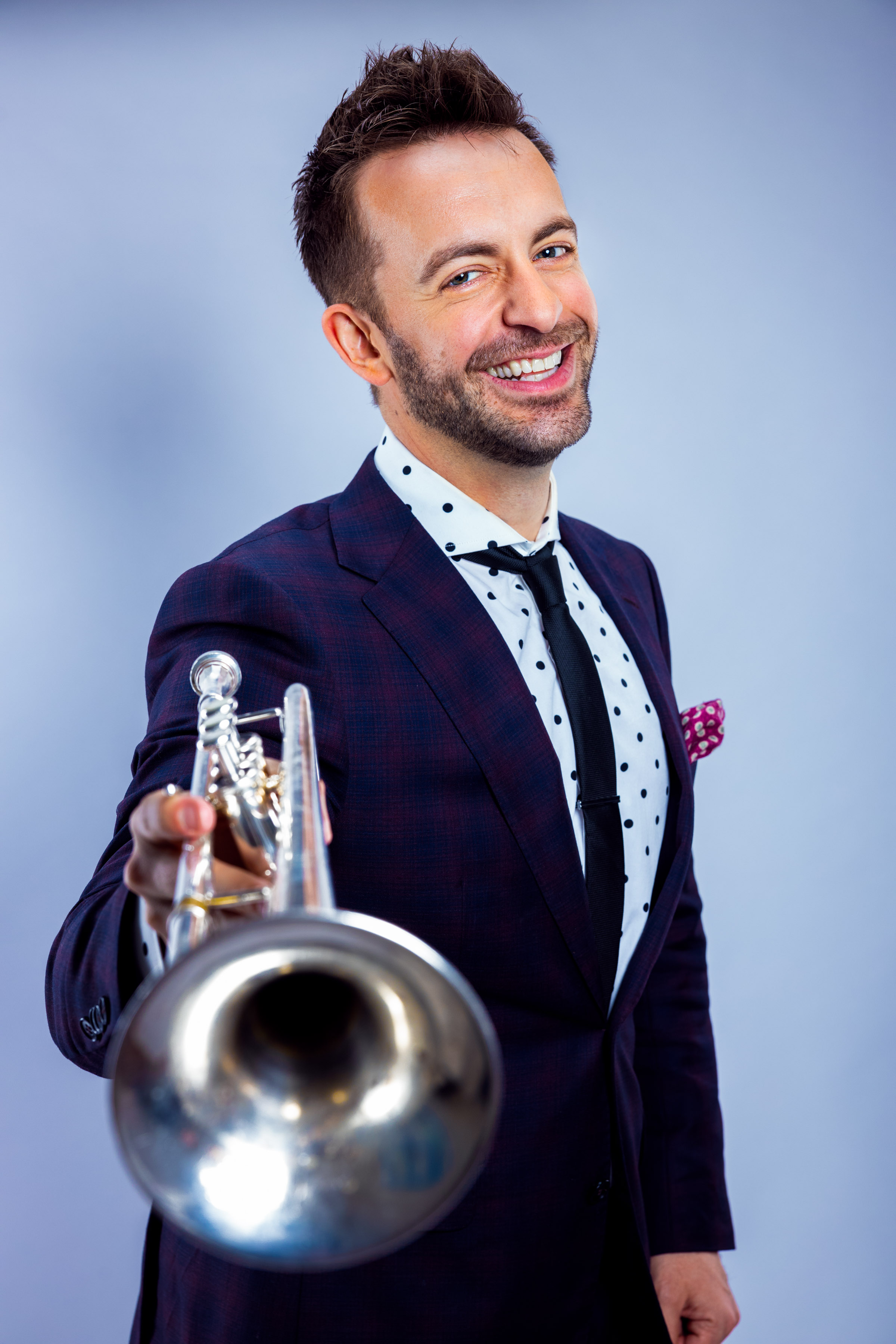
Benny Benack III (2022)

Benny Benack III (* 23. November 1990 in Pittsburgh als Ben Edward Benack III) ist ein amerikanischer Jazzmusiker (Trompete, Gesang, Piano, Komposition). 

## Leben und Wirken
Benack wuchs in einer Musikerfamilie auf; sein Großvater Benny Benack Senior (1921–1986) war Trompeter und Bandleader, sein Vater Benny Benack II ist Saxophonist; seine Mutter ist Professorin für Musiktheater an der Carnegie Mellon University. Er erhielt zunächst ab dem Alter von fünf Jahren Klavierunterricht; mit neun Jahren lernte er das Trompetenspiel. Während seiner Highschoolzeit gehörte er dem Gibson/Baldwin Grammy Jazz Ensemble an und lernte dort bereits seine späteren Musikerkollegen Emmet Cohen, Bryan Carter, Grace Kelly und Chad Lefkowitz-Brown kennen. Dann studierte er in New York City an der Manhattan School of Music, wo er nach dem Bachelor (2013) auch den Master (2015) erwarb.
Benack arbeitete mit Musikern wie Ulysses Owens, Christian McBride, Aaron Johnson, Ann Hampton Callaway und Joey DeFrancesco. Als Solist trat er mit Scott Bradlee’s Postmodern Jukebox sowie mit dem Pittsburgh Symphony Pops Orchestra, dem Columbus Jazz Orchestra und dem Minsk Philharmonic Orchester auf. Jenseits des Jazz war er auch für Josh Groban, Diplo, Major Lazer, Ben Folds und Isaac Mizrahi tätig und trat auch in Fernsehshows wie Maya & Marty als Hausmusiker auf.
Benack veröffentlichte 2017 sein Debütalbum One of a Kind, dem 2020 A Lot of Livin' to Do folgte, auf dem er auch das Duett Social Call mit Veronica Swift sang. 2021 erschien sein drittes Studioalbum Third Time’s the Charm. Im Critics Poll des Down Beat 2022 und 2023 kam er als Rising Star Male Vocalist auf Platz 2, wurde aber auch als Rising Star Trumpeter nominiert.